# Polistes goeldii
Polistes goeldii är en getingart som beskrevs av Adolpho Ducke 1904. Polistes goeldii ingår i släktet pappersgetingar, och familjen getingar. Inga underarter finns listade i Catalogue of Life.